# پاتریای قسطنطنیه

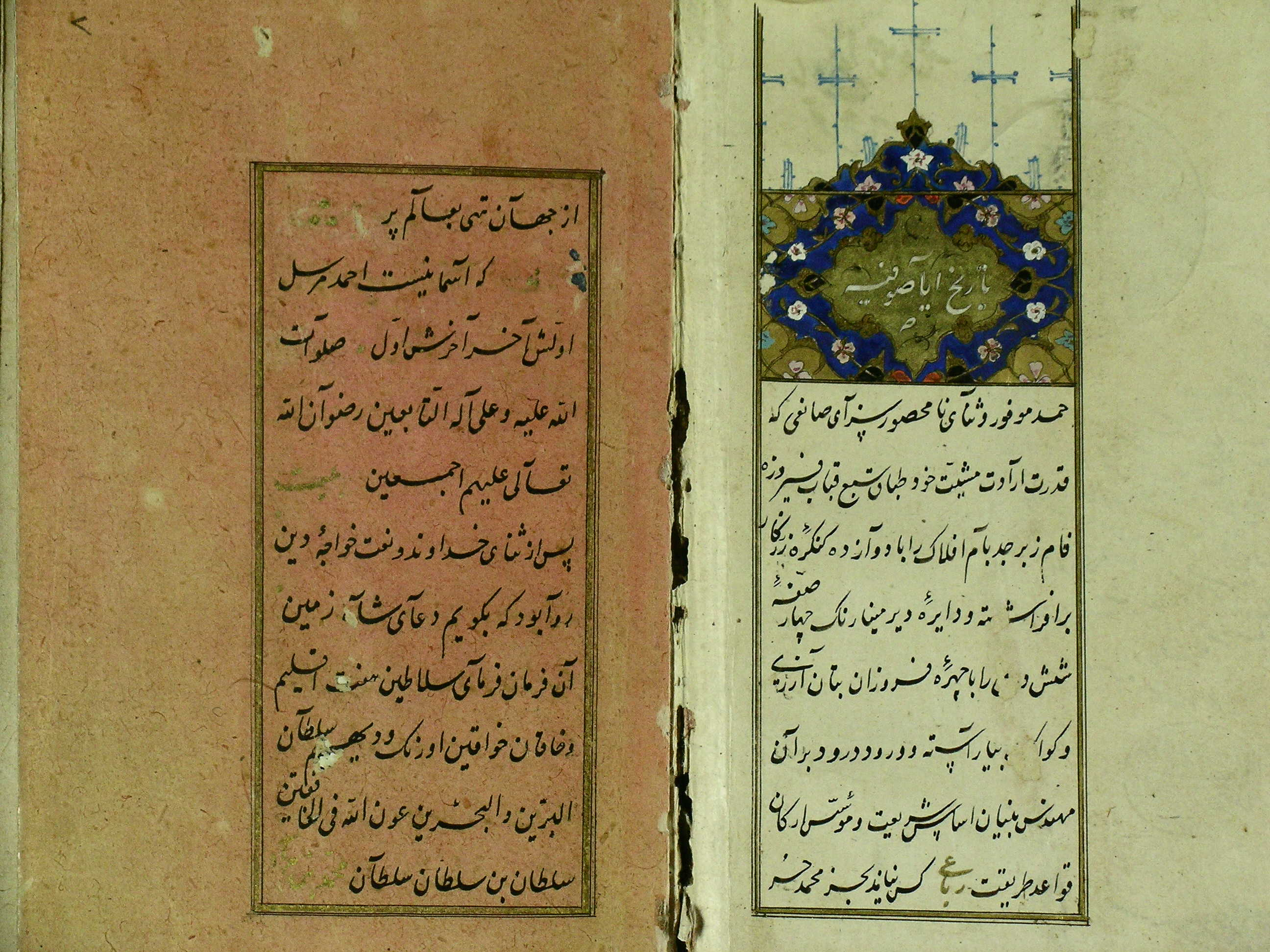
تصویر برگ نخست از نسخه خطی تاریخ بنای ایاصوفیه به زبان فارسی نوشته درویش شمس الدین قرمانی به شماره 3025 در کتابخانه جامع ایاصوفیه

پاتریای قسطنطیه (انگلیسی: Patria of Constantinople؛ یونانی: Πάτρια Κωνσταντινουπόλεως) کتابی است کهن از دورهٔ بیزانس شامل چهار متن مختلف دربارهٔ تاریخ شهر قسطنطنیه که در قالب یک جُنگ گردآوری شده‌اند. این چهار متن به گونه‌ای کمابیش مستقل از هم گزارش‌هایی دربارهٔ سرگذشت شهر، چند و چون ساخت بناهای مشهور و رویدادهای تاریخی مرتبط با آنها را به دست می‌دهند که اغلب به قصه‌ها و داستان‌های برگرفته از تاریخ شفاهی مردمان یونانی‌زبان جغرافیای بیزانس نیز آمیخته شده است.

## ریشه‌شناسی
در ادبیات یونانی واژهٔ «پاتریا» (Πάτρια) در معنای تاریخ محلی به کار می‌رود که گاه بر اساس روایات کاملاً تاریخی و گاه با سبکی قصه‌پردازانه، روایتی از رویدادها، حوادث و رجال صاحب‌نام یک شهر یا یک ناحیه را به مخاطب خود ارائه می‌دهد.

## محتوای پاتریای قسطنطینه
با توجه به آنکه «پاتریای قسطنطنیه» مجموعه‌ای است گردآوری‌شده از چهار متن مختلف که با وجود وحدت موضوع، هر کدام به بخشی از تاریخ شهر قسطنطنیه و ساختمان‌ها و فضاهای عمومی آن می‌پردازند، به نظر می‌رسد این مجموعه در ساختاری شبیه به یک «چهارمقاله» تنظیم و تدوین شده است؛ به طوری که رساله‌های گردآوری‌شده در آن، در زمان‌های متفاوتی و بر پایه روایات گوناگونی که بیشتر ریشه در ادبیات شفاهی جامعهٔ بیزانس داشته‌اند، تألیف یا تدوین شده‌اند. از این‌رو بنا بر شواهد متنی و تاریخی موجود، با آنکه نمونهٔ حاضر از پاتریای قسطنطنیه در اواخر سدهٔ دهم میلادی گردآوری و تدوین شده است، بخش بزرگی از روایات و محتوای آن به فاصلهٔ زمانی سدهٔ ششم تا نهم میلادی بازمی‌گردد.

## ترجمه‌های فارسی از پاتریای قسطنطنیه
تا کنون پنج نسخۀ خطی فارسی دربارۀ تاریخ ایاصوفیه در گنجینه‌های نسخ خطی شناسایی شده‌اند که از این تعداد یک نسخه در کتابخانۀ دانشگاه کالیفرنیا و چهار نسخۀ دیگر در کتابخانۀ جامع سلیمانیۀ استانبول شناسایی شده‌اند. تمامی این نسخه‌ها ترجمه‌ای از بخش چهارم پاتریای قسطنطنیه هستند که به تاریخ ساخت ایاصوفیه می‌پردازد و تا کنون هیچ قالب دیگری غیر از ترجمۀ متن یادشده در تهیۀ سرگذشت این کلیسا به زبان فارسی شناسایی نشده است.
اگرچه تمامی مترجمان این متون در خلال فرایند ترجمه، بنا به ضرورت مطالبی از خود دربارۀ دلیل ترجمۀ متن یونانی، سایر بناها و شخصیت‌های قسطنطنیه و رویدادهای پس از تصرف شهر توسط سپاه عثمانی را به محتوای متن اصلی یونانی افزوده و کمابیش دست به بازنویسی آن زده‌اند، اما با توجه به رویکرد همدلانۀ آنها نسبت به محتوای متن پاتریا، هیچ‌یک از مترجمان روایت متن یونانی که در جهت قدسی جلوه‌دادن بنای کلیسا ساخته و پرداخته شده است، نقض نکرده‌اند.
از میان سه ترجمه مورد پژوهش در این کتاب دربارۀ تاریخ ایاصوفیه، تنها نام درویش شمس‌الدین قرمانی (نویسنده و مترجم رسالۀ نخست) و احمد بن احمد منشی گیلانی (نویسنده و مترجم رسالۀ سوم) قابل استخراج است و نویسندۀ رسالۀ دوم از ذکر نام خود خودداری کرده است.
درویش شمس‌الدین قرمانی در سال 1129 قمری اقدام به ترجمۀ این متن کرده است و یک سال قبل از آن نیز این نسخه را به زبان ترکی برگردانده است. رسالۀ دوم با دیباچۀ کوتاهی که بخش عمدۀ آن به انگیزۀ نگارش کتاب می‌پردازد، آغاز می‌شود و نویسنده در خلال آن بدون آنکه نامی ببرد، به داستان کوتاه آشنایی از طریق یکی از دوستانش با ترجمۀ ترکی پاتریای قسطنطنیه می‌پردازد؛ از این‌رو نام و سرگذشت نویسندۀ این رساله نامعلوم است. نویسندۀ رسالۀ سوم هم احمد منشی گیلانی است که هیچ گزارشی از وی در منابع دیده نمی‌شود.

## ارجاع‌ها
1. ↑  «سرگذشت‌نامه‌های فارسی کلیسای ایاصوفیه - ویکی‌نور، دانشنامهٔ تخصصی». fa.wikinoor.ir. دریافت‌شده در ۲۰۲۵-۰۵-۱۲.
2. ↑  «سرگذشت‌نامه‌های فارسی کلیسای ایاصوفیه - ویکی‌نور، دانشنامهٔ تخصصی». fa.wikinoor.ir. دریافت‌شده در ۲۰۲۵-۰۵-۱۲.
3. ↑  «سرگذشت‌نامه‌های فارسی کلیسای ایاصوفیه - ویکی‌نور، دانشنامهٔ تخصصی». fa.wikinoor.ir. دریافت‌شده در ۲۰۲۵-۰۵-۱۲.
4. ↑  «سرگذشت‌نامه‌های فارسی کلیسای ایاصوفیه - ویکی‌نور، دانشنامهٔ تخصصی». fa.wikinoor.ir. دریافت‌شده در ۲۰۲۵-۰۵-۱۲.